# Anastatus sidereus
Anastatus sidereus is een vliesvleugelig insect uit de familie Eupelmidae. De wetenschappelijke naam is voor het eerst geldig gepubliceerd in 1957 door Erdös.